# Stewart Strait
Die Stewart Strait ist eine 3 km breite Meerenge vor der nordwestlichen Spitze Südgeorgiens. Sie liegt zwischen den Willisinseln und Bird Island.
Der britische Entdecker James Cook durchfuhr und kartierte diesen Seeweg im Jahr 1775. Unter Wal- und Robbenjägern war er als Willis Sound bekannt. Wissenschaftler der britischen Discovery Investigations nahmen 1930 eine neuerliche Kartierung und Benennung vor. Namensgeber ist Walter Stuart, Zollbeamter auf Südgeorgien zu jener Zeit.